# César Chelala
César Chelala es un médico, asesor sanitario internacional, escritor y periodista argentino.

## Trayectoria
Recibió su título de médico en 1964 y durante 1971 se trasladó a los Estados Unidos de América donde trabajó en genética molecular y farmacología en el Public Health Research Institute de Nueva York y posteriormente en la Escuela de Medicina de la Universidad de Nueva York. 
Actualmente se desempeña como consultor en salud pública y sus contribuciones periodísticas se editan en varias publicaciones. Es editor contribuyente de The Globalist y es corresponsal extranjero del Middle East Times International (Australia).
Ha escrito múltiples publicaciones científicas para revistas como la Journal of the American Medical Association, The Lancet, Molecular and General Genetics, el British Medical Journal, Annals of Internal Medicine y Proceedings of the National Academy of Sciences of the United States of America.
En 1979, en colaboración con Paul H. Hoeffel, César Chelala escribió sobre los Desaparecidos en Argentina, que fue publicado como historia de tapa en The New York Times Magazine, bajo el título  “Missing or Dead in Argentina: The Desperate Search for Thousands of Abducted Victims.” Por este artículo, Chelala (quien firmó bajo el seudónimo de Juan Montalvo) junto con su coautor recibieron del Overseas Press Club of America, el premio por mejor artículo en derechos humanos. A pedido del senador norteamericano Edward Kennedy, el artículo se incluyó en su totalidad como documento histórico en el Congressional Record de los Estados Unidos.
César Chelala ha escrito para numerosos diarios y revistas a nivel mundial como el New York Times, el Washington Post, el Wall Street Journal, Le Monde Diplomatique, The Moscow Times, China Daily, Japan Times, San Francisco Chronicle, Boston Globe, Los Angeles Times, Miami Herald, La Gaceta de Tucumán, El Nuevo Herald (Miami), Neue Zürcher Zeitung (Suiza), Swiss Review of World Affairs, Daily Star (Beirut), Daily News Egypt, Harvard International Review, Common Dreams, Counterpunch, Information Clearing House, Asahi Shimbum (Japón), Gulf Times (Catar), el New York Times Magazine, The New York Times Book Review y el International Herald Tribune.
También ha participado en misiones sanitarias en más de 50 países a nivel mundial para USAID, UNICEF, WHO, Organización Panamericana de la Salud, Fondo de Población de las Naciones Unidas, Programa de las Naciones Unidas para el Desarrollo, UNESCO, el United Nations Capital Development Fund, el Instituto Alan Guttmacher, la Fundación Mexicana para la Salud, World Education, los Pew Charitable Trusts y la Carnegie Corporation.

## Premios
- Premio Overseas Press Club of America por el mejor artículo sobre Derechos Humanos por la nota de tapa que publicó en la revista del New York Times “Desaparecidos o muertos en Argentina”, en 1979.[1]

- En el año 2015 recibió el Cedro de Oro de la Casa del Líbano en Tucumán, Argentina.

- Primer premio ADEPA en periodismo deportivo otorgado por la Asociación de Entidades Periodísticas Argentinas[2][3]

- Premio ADEPA otorgado por la Asociación de Entidades Periodísticas Argentinas y la Academia Nacional de Educación: Mención Especial en la Categoría Educación, año 2015.[4]